# Пиринско зеле
Пиринското зеле (Brassica jordanoffii O. E. Schultz) е вид многогодишно тревисто растение от семейство Кръстоцветни (Brassicaceae). Български ендемит. Таксонът е описан за пръв път от Ото Ойген Шулц през 1927 година. Наречен е на Даки Йорданов.